# Timo Schwarzkopf
Timo Schwarzkopf (* 23. Oktober 1991 in Mleçan, Kosovo als Festim Kryeziu) ist ein deutscher Profiboxer kosovo-albanischer Herkunft.

## Amateurkarriere
Timo Schwarzkopf begann im Alter von 10 Jahren mit dem Boxsport und bestritt 70 Amateurkämpfe, von denen er 60 gewann, bei 8 Niederlagen und 2 Unentschieden. Er wurde mehrfacher Landesmeister von Baden-Württemberg.

## Profikarriere
Schwarzkopf wurde 2010 Profi und gewann 14 Kämpfe in Folge, ehe er im März 2015 nach Punkten gegen Anthony Yigit unterlag.
Am 24. Juni 2016 wurde er mit einem Sieg gegen Gianluca Frezza IBF International Champion im Weltergewicht, verlor jedoch im April 2018 gegen Chris van Heerden.
Nach Niederlagen gegen Jack Catterall und Aram Fanijan, siegte er 2022 gegen Zeus de Armas und 2023 gegen Miguel Vázquez.

## Geschichte
Timo Schwarzkopf lebte in seinen ersten fünf Lebensjahren im Kosovo, bis er und seine Familie, zwei Schwestern sowie zwei Brüder, vor dem Kosovokrieg (1998/99) nach Wangen im Allgäu flüchteten. Nach seinem Schulabschluss zog er mit 18 Jahren nach Stuttgart und wurde Profi. Im Jahr 2014 erhielt er die deutsche Staatsangehörigkeit.
2012 spielte Timo Schwarzkopf die Hauptrolle des Films Der Trainer, einer Produktion von Thomas Landenberger und Thomas Siegle.